# James Giles (pintor)
James William Giles (4 de janeiro de 1801 - 6 de outubro de 1870) foi um pintor de paisagens escocês. muitas de suas paisagens foram encomendadas e adquiridas pela Rainha Vitória e integrantes da aristocracia escocesa. Ele fez parte da Academia Real Escocesa.

## Trabalho
Giles era um artista versátil. Especializou-se em pintura de retratos e paisagens, mas além disso foi um arquiteto paisagista bem sucedido, projetando uma série de jardins públicos e monumentos em Aberdeen, além de propriedades de paisagismo em Aberdeenshire.